# Testimonio de paz

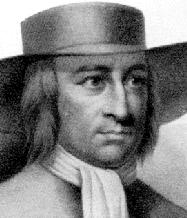
Imagen de George Fox, fundador de la Sociedad Religiosa de los Amigos.

El testimonio de paz, también conocido como el testimonio contra la guerra, es una descripción abreviada de la posición general adoptada por los miembros de la Sociedad Religiosa de los Amigos (cuáqueros) en contra de la participación en la guerra, y contra el servicio militar como combatientes. Al igual que los demás testimonios cuáqueros, no es tanto una "creencia" como el compromiso de actuar de una manera determinada, en este caso, a que se abstengan de participar en la guerra y oponiéndose a la misma y aquellos que participan en la guerra. 
La temprana negativa de los cuáqueros a portar armas se ha ampliado para abarcar las protestas y manifestaciones en oposición a las políticas gubernamentales de guerra y enfrentamientos con otras personas que portan armas, cualquiera que sea la razón, por el apoyo de la paz. Debido a este testimonio, la Sociedad Religiosa de los Amigos es considerada una de las iglesias tradicionales de la paz.